# Erica Lennard
Erica Lennard (nascida em 1950) é uma fotógrafa americana.
O seu trabalho encontra-se incluído nas colecções do Museu Smithsoniano de Arte Americana, do Davison Art Center na Universidade Wesleyan e do Centro Georges Pompidou, em Paris.